# رمات غان
رمَت جن (رامات گان) (بالعبرية: רָמַת גַּן ) هي إحدى المدن المركزية في منطقة تل أبيب في إسرائيل، وتقع شرق مدينة تل أبيب. تعتبر موطنًا لواحدة من أكبر بورصات الألماس في العالم، والعديد من الصناعات ذات التكنولوجيا العالية، وتحتضن أطول مبنى في إسرائيل هو برج موشي أفيف، و المدينة هي أحد مراكز وادي السيليكون الإسرائيلي .
تأسست رمت جن في عام 1921 كمستوطنة زراعية صغيرة، وفي عام 1926 أنشئ المجلس المحلي، وفي عام 1950 أصبحت مدينة بشكل رسمي. تحوي المدينة العديد من المرافق الهامة مثل جامعة بار إيلان، ثاني أكبر مؤسسة أكاديمية في إسرائيل. ومركز شيبا الطبي، أكبر مستشفى في إسرائيل.
وفقًا لإحصائيات عام 2015 بلغ عدد سكان رمات غان نحو 152,596 نسمة ومعظمهم من اليهود. يرأس بلديتها اليوم يسرائيل زينغر منذ عام 2013.

## توأمة
لرمات غان اتفاقيات توأمة مع كل من:
- منطقة بارنت في لندن
- فاينهايم
- فروتسواف
- مندوزا
- فينيكس
- كاسل
- بينزا (2007 - )[6]
- زومباثلي
- شنيانغ
- تشينغداو
- ريو دي جانيرو
- Main-Kinzig-Kreis [الإنجليزية]‏
- San Borja District [الإنجليزية]‏
- ستراسبورغ
- مارسيليا
- فوكشاني

## أعلام
- آفي آراد
- أرئيل شارون
- عوفرة حازة
- إفرايم إفرون
- مارسيل نينو
- رالف كلاين
- داليا رافيكوفيتش
- إنبار لافي
- إيلان رامون
- ميري بن آري